# Telefonen ringer (tv-program)
 For alternative betydninger, se Telefonen ringer. (Se også artikler, som begynder med Telefonen ringer)
Telefonen ringer! er en dansk tv-serie instrueret af Poul Due med Otto Leisner som vært. Serien blev produceret af Danmarks Radio i sort-hvid og sendt på DR1 fra 1964-1967.